# أباتدجو
أباتدجو (بالإيطالية: Abbateggio)‏ هي بلدية في مقاطعة بسكارا في إقليم أبروتسو الإيطالي.

## السكان
تطور النمو السكاني لـ أباتدجو